# Rudolf Rössner
Rudolf Rössner, alternative Schreibweisen Roesner oder Rösner (* 28. Oktober 1920 in Wien; † 17. Februar 1980 in Österreich), war ein österreichischer Bühnen-, Film und Fernsehschauspieler.

## Leben und Wirken
Rössner erhielt seine künstlerische Ausbildung am Horak-Konservatorium und stieß bereits 1943 zur Schauspielerei, konnte aber erst zehn Jahre darauf als Bühneninterpret durchstarten, als ihm nach seinem Debüt in Klagenfurt aus Graz sein erstes Festengagement angeboten wurde. Zu diesem Zeitpunkt hatte er bereits erste Filmerfahrungen als Schauspieler wie als Aufnahmeleiter und Regieassistent gesammelt. Rössner blieb noch bis zum Ende der 50er Jahre in der steirischen Landeshauptstadt, ehe er sich in den 1960er und 1970er Jahren viele Jahre lang dem Theater in der Josefstadt anschloss.
Im Jahr 1959 begann Rudolf Rössner ebenso regelmäßig wie intensiv zu filmen und spielte in einer Fülle von Kino- und vor allem Fernsehfilmen Chargen aller Arten: Mal war er ein Leutnant, ein Gefängniswärter, ein Ingenieur oder ein Major, mal ein Polizeiinspektor, ein Tischler, ein Wirt, ein Geistlicher, ein Kutscher und in mehreren Folgen der Wiener Nobelhotel-Serie Hallo – Hotel Sacher … Portier! ein Privatdetektiv. Rössner hat auch an einer Reihe von Hörspielen mitgewirkt.

Rössner war mit der Schauspielerin Elfriede Rosenberg-Lederer verheiratet, mit der er mehrfach gemeinsam Hörspiele aufgenommen hatte und auch auf der Bühne gestanden ist. Sie hatten zwei gemeinsame Kinder, einen Sohn und eine Tochter. 

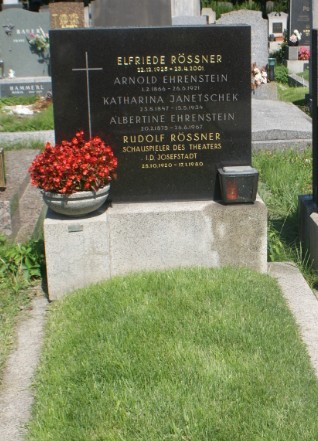
Grabstätte von Rudolf Rössner

Er wurde auf dem Friedhof Ottakring (Gruppe 19, Reihe 21, Nummer 2) in Wien beerdigt.

## Filmografie
- 1951: Wienerinnen
- 1953: Fiakermilli – Liebling von Wien (Die Fiakermilli)
- 1954: Weg in die Vergangenheit
- 1959: Der Verräter
- 1959: Ich heiße Robert Guiscard
- 1960: Wegen Verführung Minderjähriger
- 1960: Geheime Wege (The Secret Ways)
- 1961: Kleines Bezirksgericht
- 1961: Der Orgelbauer von St. Marien
- 1962: Das Leben meines Bruders
- 1962: Frühere Verhältnisse
- 1963: Ehestreik
- 1964: Die Bekehrung des Ferdys Pistora
- 1964: Kolportage
- 1964: Das vierte Gebot
- 1965: Die verhängnisvolle Faschingsnacht
- 1965: Lumpazivagabundus
- 1966: Luftkreuz Südost (TV-Serie)
- 1967: Der Befehl
- 1967: Nach der Entlassung
- 1968: Pater Brown (TV-Serie, eine Folge)
- 1968: Fast ein Poet
- 1969: Die Eintagsfliege
- 1969: Fast ein Hamlet
- 1970: Das Geld liegt auf der Bank
- 1970: Nochmal von vorn
- 1971: Procryl für Rosenbach
- 1972: Galgentoni
- 1973: Van der Valk und die Reichen
- 1973–74: Hallo – Hotel Sacher … Portier!
- 1976: Johann und Anna
- 1979: Der Unbestechliche
- 1979: Leutnant Gustl